# Prokop'evsk
Prokop'evsk (anche Prokopjevsk o Prokopyevsk) è una città della Russia, nella Siberia sudoccidentale, nella provincia di Kemerovo. La città è capoluogo del Prokop'evskij rajon.

## Altri nomi
- 1650 – 1918 – Monastirskoe
- 1731 – 1918 – Prokop'evskoe
- 1918 – 1931 – Prokop'evskij
- dal 1931 – Prokop'evsk

## Storia
La città è stata fondata di recente, nel 1918, con il nome di Prokop'evskij, unendo i due preesistenti villaggi di Monastirskoe(fondato nel 1731) e Prokop'evskoe; ottenne lo status di città nel 1931, quando assunse il presente nome.

Proprio agli anni '30 del XX secolo risale l'inizio del suo intenso sviluppo, che la portò ad essere uno dei maggiori centri di estrazione del carbon coke nell'URSS e in seguito nella moderna Russia.

## Geografia fisica

### Territorio
La città si trova nella depressione di Kuzneck ai confini della cresta di Salair. A ovest, alle spalle della città si trova la dorsale Tyrgan (гряда Тырган) chiamata "Monte dei Venti" («гора Ветров»), che sale bruscamente, come un muro, sopra la pianura. Anche una parte del distretto Rudničnyj della città si chiama Tyrgan.

### Clima
- Temperatura media annua: 2,3 °C
- Temperatura media del mese più freddo (gennaio): −15 °C
- Temperatura media del mese più caldo (luglio): 19 °C
- Precipitazioni medie annue: 254 mm[3]

## Geografia antropica

### Suddivisioni amministrative
La città è formata da 3 distretti municipali:
- Il Distretto Zenkovskij (in cirillico: Зенковский район) (37 000 abitanti)
- Il Distretto Rudničnyj (in cirillico: Рудничный район) (119 400 abitanti)
- Il Distretto Centrale (in cirillico: Центральный район) (60 300 abitanti)

## Società

### Evoluzione demografica
La città di Prokop'evsk è una delle più grande città dell'Oblast' di Kemerovo che nel 1962 sfiorava 292 000 abitanti:
| Anno | Abitanti |
| ---- | -------- |
| 1939 | 107 000  |
| 1959 | 282 000  |
| 1962 | 292 000  |
| 1970 | 274 000  |
| 1986 | 276 000  |
| 1992 | 271 000  |
| 2003 | 224 600  |
| 2007 | 214 700  |

## Economia
- 42 aziende di estrazione di minerali utili
- 69 aziende di settore manifatturiero
- 51 aziende di produzione e distribuzione di elettricità, gas, acqua (la maggiore è la Prokop'evskEnergo)

## Istruzione

### Scuole
- 50 scuole materne
- 55 scuole medie e superiori

### Università
- Istituto di Ricerca di Carbone Kuzneckij (in cirrilico: Кузнецкий научно-исследовательский угольный институт)
- Facoltà dell'Istituto Universitario Metallurgico della Siberia (in cirrilico: Факультет Сибирского металлургического института)

## Medicina
- 11 Ospedali e 23 Ambulatori con 792 medici e 2673 infermieri nel 2005
- Stazione di cura Prokop'evskij

## Cultura

### Teatri
Teatro di Drama di Prokop'evsk è un complesso architettonico degli anni 50 sulla Piazza della Vittoria.

### Musei
Il Museo Etnografico Regionale di Prokop'evsk (in cirrilico: Прокопьевский городской краеведческий музей) è stato fondato il 5 dicembre 1953. Il museo è stato ufficialmente aperto alle visite pubbliche il 14 agosto 1961. Il fondatore del museo è El'kin Michail Georgievich (in cirrilico: Елькин Михаил Георгиевич) (1913-1987). Il museo conta 860 m² delle superficie espositive, 60 m² dei fondi.
- La collezione dei fossili di fauna e flora del periodo devoniano
- La collezione dei fossili degli animali paleolitici
- La collezione degli insetti del Sud di Kuzbass
- La collezione archeologica (Età di bronzo, età di ferro, periodo neolitico)
- La collezione geologica

### Arte
Tavolozza di Prokop'evsk è un'esposizione nell'ambito del Museo di Prokop'evsk che conta circa 40 quadri di pittori della città:
- Samoshkin V.I. (in cirrilico: В.И.Самошкин)
- Kal'pidis N.G. (in cirrilico: Н.Г.Кальпидис)
- Peshkov G.D. (in cirrilico: Г.Д.Пешков)
- Komarov O.D. (in cirrilico: О.Д.Комаров)
- Selivanov Ivan Egorovič (in russo Селиванов Иван Егорович?) (1907-1988)[4]

### Monumenti e luoghi d'interesse
- Monumento della Gloria dei Minatori (in russo: Монумент шахтерской славы) nella Piazza dei Minatori
- Viale degli Eroi nella ulitsa Komsomol'skaja

## Sport

### Hockey su ghiaccio
Sergei Zinov'ev nato nel 1980 a Prokop'evsk è il primo giocatore dell'Oblast' di Kemerovo che diventò il campione del Mondo con la Nazionale della Russia in Canada.

## Festività
La festa della città di Prokop'evsk è il 26 agosto.

## Trasporto

### Aereo
La città è servita dall'Aeroporto di Novokuzneck situato a 15 km a sud dal centro della città.

### Auto
La città è posizionata sulla strada che collega il capoluogo di Kuzbass con la seconda città più importante dell'Oblast' di Kemerovo, Novokuzneck.

### Treno
Prokop'evsk si trova sulla linea ferroviaria che collega Novosibirsk con la città di Novokuzneck.

### Trasporto pubblico
Il trasporto pubblico della città conta ben 8 linee di tramvia e 20 linee dell'autobus che trasportano ogni anno circa 30 milioni di passeggeri.